# Achelia transfugoides
Achelia transfugoides là một loài nhện biển trong họ Ammotheidae. Loài này thuộc chi Achelia. Achelia transfugoides được miêu tả khoa học năm 1973 bởi Stock.